# نیروگاه خورشیدی اراک
نیروگاه خورشیدی اراک (اراک، بهره‌برداری ۲ آبان ۱۳۹۵) یکی از نیروگاه‌های ایران از نوع خورشیدی است که از صفحات خورشیدی (فتوولتاتیک) ساخته‌شده از سلول خورشیدی و ظرفیت تولید ۱ مگاوات در زمینی به مساحت ۲ هکتار است. این نیروگاه از نوع نیروگاه فتوولتائیک متصل به شبکه با سازه ثابت است. این نیروگاه اولین نیروگاه خورشیدی فتوولتایک ایران با ظرفیت بالای ۱ مگاوات می‌باشد.
این نیروگاه با سرمایه‌گذاری شرکت توانیر با کارفرمایی پژوهشگاه نیروی ایران و توسط شرکت پارس التک انرژی طراحی و ایجاد شده‌است.

## مشخصات فنی
در این نیروگاه، ۲۰۰۰ پنل پلی‌کریستالی و ۱۹۲۰ پنل مونوکریستالی مجموعاً ۳۹۲۰ پنل خورشیدی به کار رفته‌است. چهار اینورتر هریک به ظرفیت ۲۵۰ کیلووات در این پروژه استفاده شده‌است. یک ترانس ۱۲۵۰ کیلو ولت‌آمپری برای تزریق انرژی استفاده شده‌است.

## افتتاح
این نیروگاه از ۱۰ اسفند ۱۳۹۴ به‌طور آزمایشی به شبکه متصل شد و در ۲ آبان ۱۳۹۵ در سفر هیئت دولت به استان مرکزی با حضور حمید چیت‌چیان وزیر نیروی وقت ایران افتتاح شد